# Międzybłocie (województwo wielkopolskie)
Międzybłocie – wieś w Polsce, położona w województwie wielkopolskim, w powiecie złotowskim, w gminie Złotów.
| SIMC    | Nazwa  | Rodzaj    |
| ------- | ------ | --------- |
| 1009262 | Stawno | część wsi |

W latach 1975–1998 miejscowość administracyjnie należała do województwa pilskiego.
Według danych z 30 czerwca 2011 roku wieś liczyła 227 mieszkańców.
Do 20 kwietnia 2022 roku w miejscowości znajdował się pomnik poległych podczas II wojny światowej żołnierzy radzieckich i polskich.